# IBrowse
IBrowse is een commerciële webbrowser voor het besturingssysteem AmigaOS. De browser is gebaseerd op het MUI-systeem. IBrowse is de herschreven opvolger van Amiga Mosaic, een van de eerste webbrowsers die voor Amiga-computers werd ontwikkeld. IBrowse werd oorspronkelijk ontwikkeld door een bedrijf genaamd Omnipresence. De oorspronkelijke ontwikkelaar heeft sindsdien de ontwikkeling van IBrowse voortgezet.
IBrowse ondersteunt HTML, deels HTML 4, JavaScript, frames, SSL en diverse andere webstandaarden. IBrowse was in 1999 een van de eerste browsers met tabbladen, geïntroduceerd in versie 2.2.
Een beperkte OEM-versie van IBrowse werd opgenomen bij de 4.0-versie van AmigaOS.